# Горњи Врх
Горњи Врх (словен. Gornji Vrh) је насељено место у општини Шмартно при Литији, Средњесловенска регија, Словенија.

## Историја
До територијалне реорганизације у Словенији био је у саставу старе општине Литија.

## Становништво
У попису становништва из 2011. године, Горњи Врх је имао 16 становника.
| Број становника према пописима | Број становника према пописима | Број становника према пописима |
| ------------------------------ | ------------------------------ | ------------------------------ |
| 1991                           | 2002                           | 2011                           |
| 11                             | 8                              | 16                             |

Напомена: Године 2013. повећано за насеље Разборе-К. о. Пољане, која је укинута, а смањена за део насеља који је припојен насељу Разборе (Требње, Југоисточна Словенија).